# Ідзу (півострів)
Піво́стрів І́дзу (яп. 伊豆半島, いずはんとう) — півострів у Японії, на острові Хонсю. Займає східну частину префектури Сідзуока. Належить до вулканічного поясу Фудзі. На території півострова розташовані вулкани Омуро, Амаґі, Дарума, а також численні гарячі джерела. Складова національного природного парку Фудзі-Хаконе-Ідзу.